# しきぶ駅
しきぶ駅（しきぶえき）は、福井県越前市畷町に開業予定の、ハピラインふくい線の駅である。駅名は近隣にある紫式部公園にちなむ。

## 概要
王子保駅と武生駅のほぼ中間地点（武生駅から1.7 km）に設置される予定であり、当初は近接する福井県立武生商工高等学校のワンキャンパス化と同時期である2025年（令和7年）春の開業を目指していたが、建設工事にあたって実施された指名競争入札に応札がなく、工期を延ばして再入札を行ったため、開業予定は2026年（令和8年）3月頃に変更された。新駅整備にあたっては幹線鉄道等活性化事業費補助（形成計画事業）を活用し、第三セクターであるハピラインふくいを主体として国（鉄道・運輸機構経由）および地方公共団体の補助金など財源として事業が進められている。

## 歴史
- 2023年（令和5年）12月27日：越前市がハピラインふくいに対し、新駅名を「しきぶ」とすることを要望する[7]。
- 2024年（令和6年）：
  - 2月8日：駅名が「しきぶ」となることが正式に決定する[1][8][9]。
  - 6月10日：開業時期を当初予定の2025年（令和7年）春から1年遅らせ、2026年（令和8年）3月頃とすることを発表する[4][5]。
- 2026年（令和8年）春：開業予定。

## 駅構造
4両編成に対応した長さ85 mを有する千鳥式ホーム2面2線を有する地上駅となる予定であり、ホーム間は構内踏切で連絡する。改札口は東西に配置するが、ともに無人である。また、市によって駅西口に駐輪場やバス停が整備される予定である。

## 利用状況
利用者数は1日あたり約570人を想定している。

## 駅周辺
辺りには民家が点在し、越前市の市道が駅から西へ少し離れた所を通る。主要施設はすべて駅西側から駅北西側と駅南西側に集約されている。西へ抜けると福井県道28号福井朝日武生線を経て福井県道19号武生米ノ線に至るが、福井県道19号線は駅からやや離れた所を通っている。紫式部に関連する施設として資料館と公園があるが、こちらも駅西側にある。
駅東側にはプラスチック製品の物流センターがあり、その付近には漁業協同組合の連絡所がある。日野川はそこから東へ少し離れた所を線路と並行して流れる河川であり、対岸を結ぶ橋として日野大橋が架けられている。東へ抜けると国道8号福井バイパスに至るが、国道バイパスは駅からやや離れた所を通っている。
なお、駅の東西は屋根付き跨線橋（歩行者・自転車）と越前市市道第1807号線の跨線橋（自動車・自動二輪）で結ばれているが、駅の開業後は構内踏切で歩行者（主に当駅での乗降客）の往来が可能となる予定である。また、駅の開業に併せて駅前ロータリーが整備され、路線バス乗り場（バス停）やタクシー乗り場などが併設される予定である。
- 紫ゆかりの館（紫式部と国府資料館）
- 紫式部公園
- 福井県立武生商工高等学校
- 越前市武生第二中学校
- 越前市武生南小学校
- 越前市弓道場
- キョーセー 日野物流センター
- 日野川漁業協同組合連絡所
- 福井県道28号福井朝日武生線（旧国道8号）
- 福井県道136号帆山王子保停車場線
- 越前市市道第1807号線（旧国道365号）
- 福井鉄道（福鉄バス）「畷町」停留所 - 王子保・河野海岸線
- 越前市市民バス「のろっさ」
  - 「南交番前」停留所 - 市街地循環南ルート ※日曜・年末年始運休
  - 「姫川一丁目」停留所 - 王子保・南ルート ※年末年始除く月曜・木曜のみ運行
- 日野川 - 当駅と国道8号（福井バイパス）を結ぶ道路上に日野大橋が架けられている。

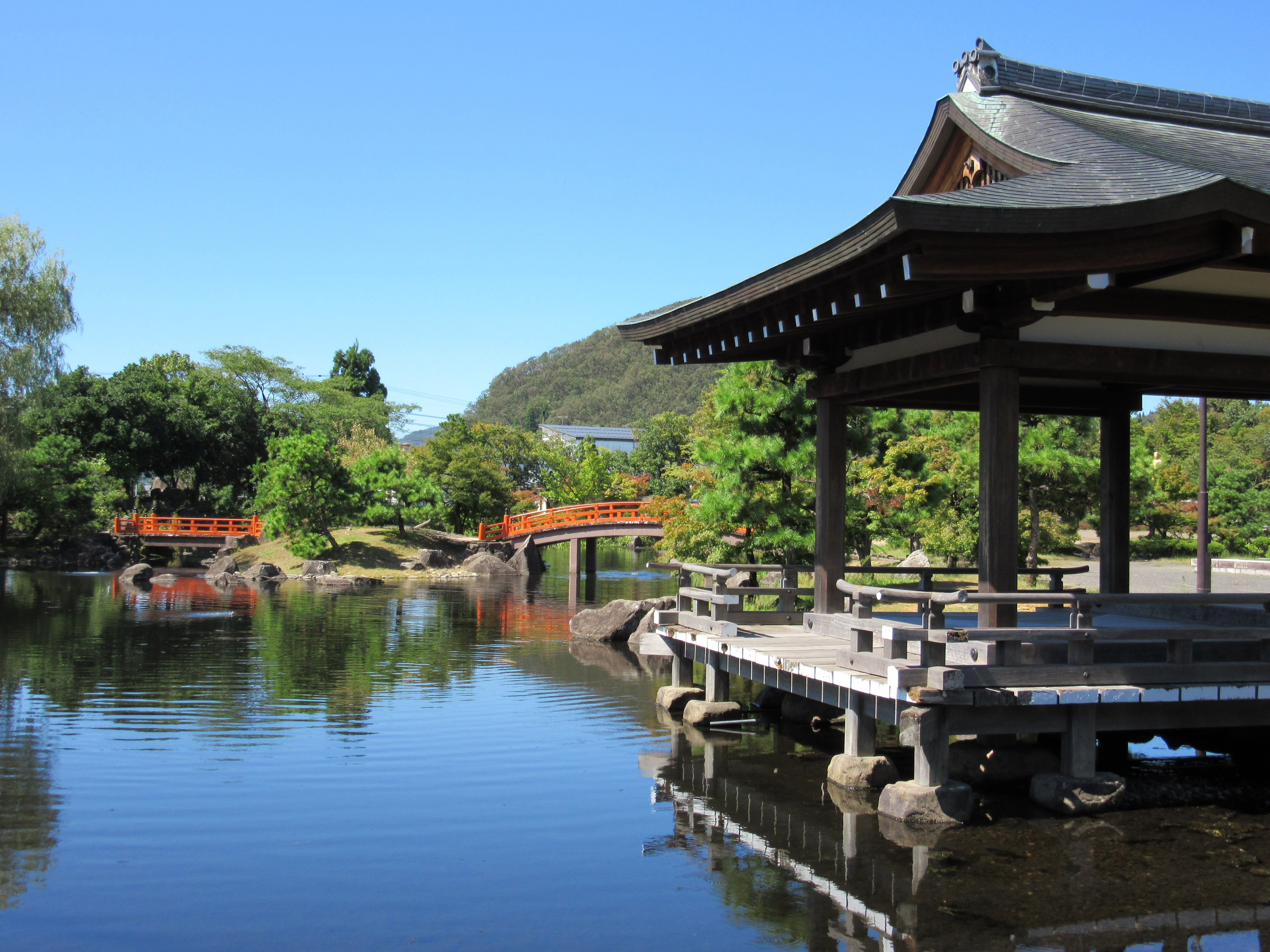
紫式部公園
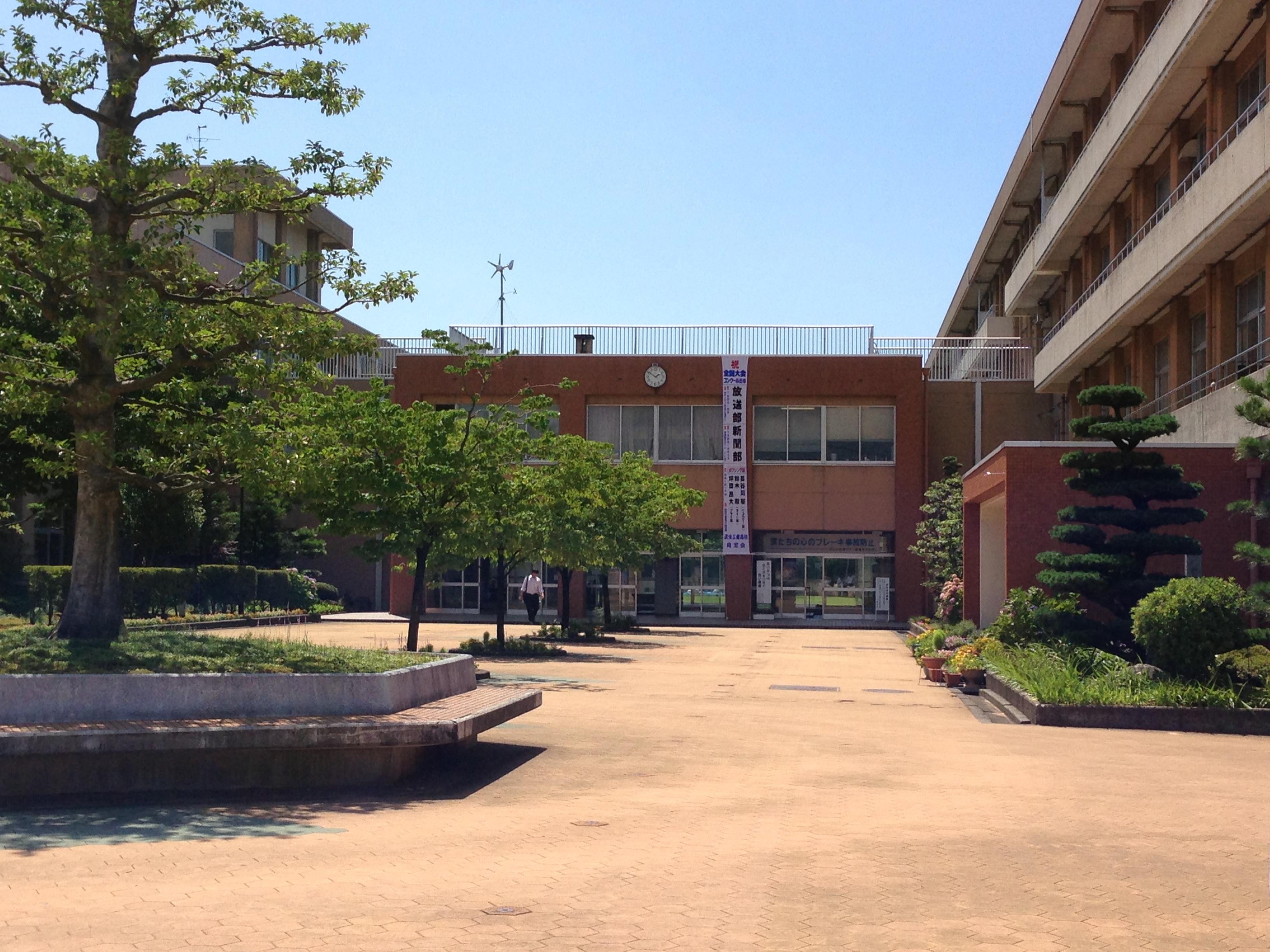
福井県立武生商工高等学校 工業キャンパス
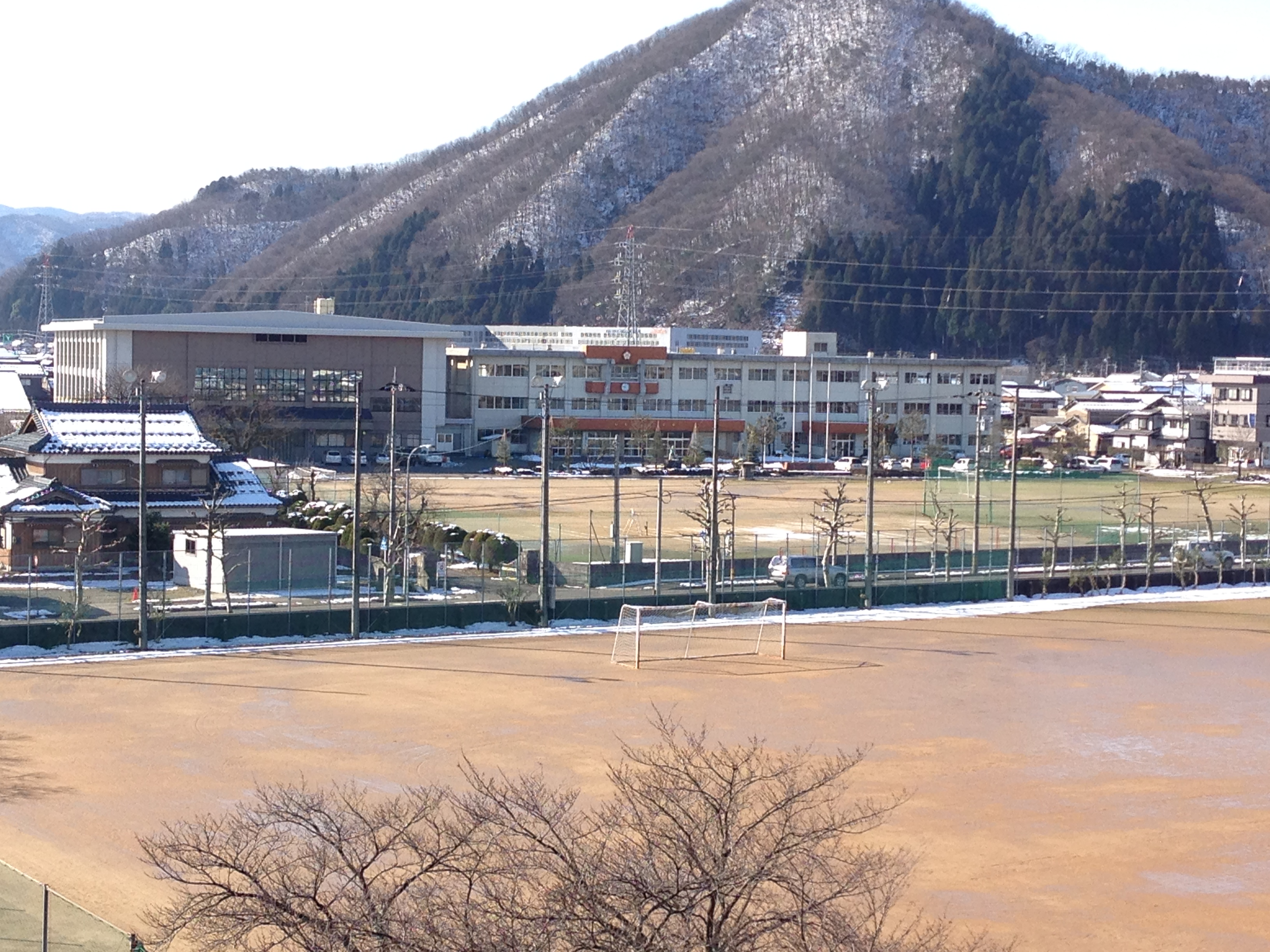
越前市武生第二中学校
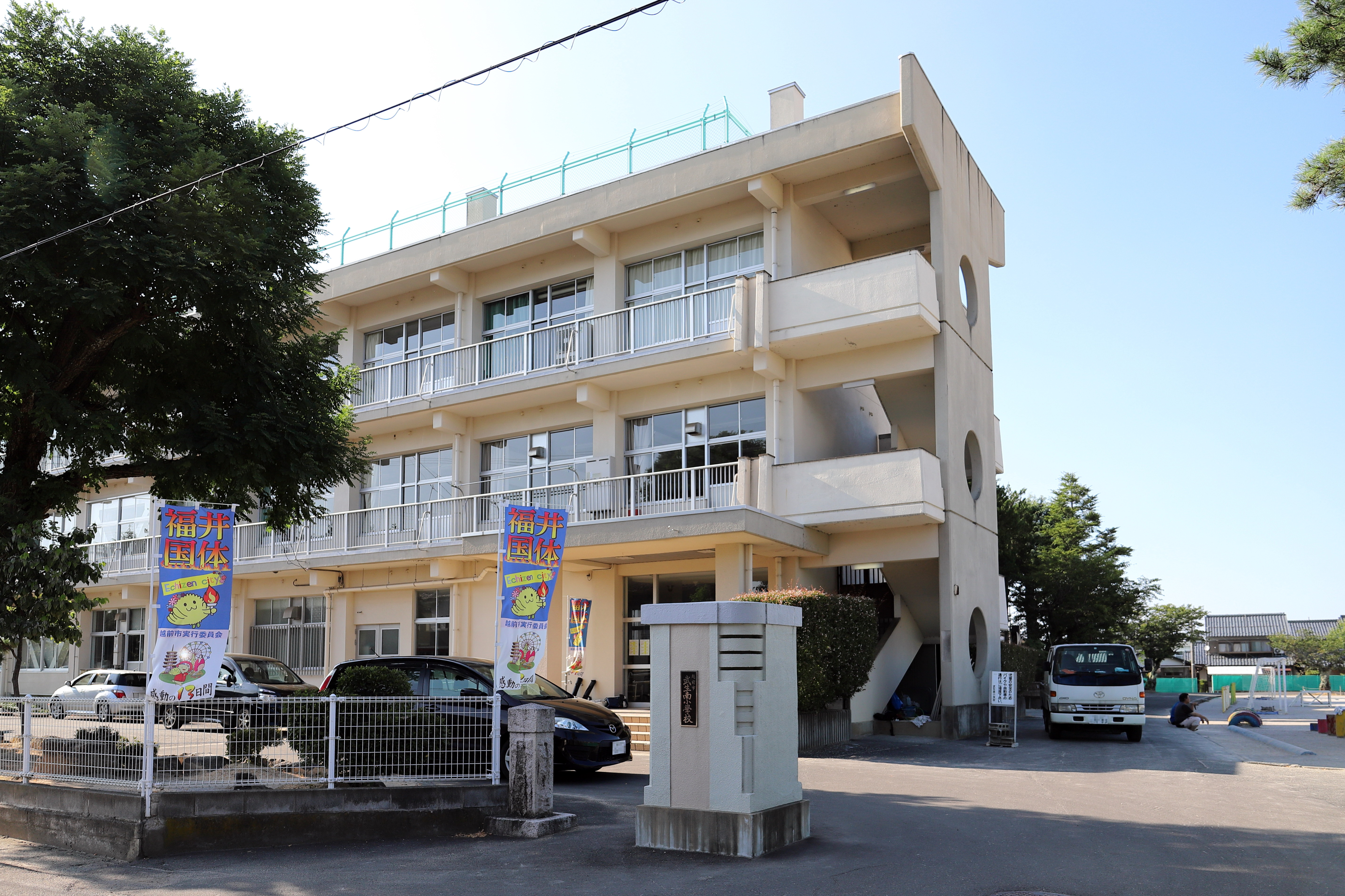
越前市武生南小学校

## 隣の駅
ハピラインふくい
■ハピラインふくい線
王子保駅 - しきぶ駅 - 武生駅